# 榮譽文藝獎章
榮譽文藝獎章（Chinese Honor Literary Award）乃是中國文藝協會為了表揚文壇先進，樹立楷模，特別頒發的獎章，為了紀念中國五四運動而選定每年5月4日頒獎。從1960年（民國49年）開始頒發其前身「中國文藝獎章」，而後自1981年（民國70年）另設榮譽文藝獎章制度，其創辦目的是為表揚海內外出類拔萃的藝文人士，主張「藝文創作如同思想革命、文化運動，出自心中堅持理想、勇於追求」之五四運動精神。
自該獎章開設以來迄今已有翟君石、王靜芝、趙琦彬、黃友棣、何叔寶、郎靜山、蘇雪林、黃君璧等七十餘人獲獎。

## 緣起與演變
民國39年5月4日，中國文藝協會首次在臺北中山堂召開大會，由張道藩、陳紀瀅等人發起。該大會表示中國大陸的一連串政治運動下，文學的自由地位陷於危險，勢必要開啟一場華人的啟蒙運動以保障文學環境，過去的五四運動尤其值得效法，其民主、平等、自由和法治等核心價值，對當代社會深具指標性的意義。當時文協曾邀請胡適發表演說，胡適提倡人人秉持良心、智識，自由地從事創作，稱為「中國文藝復興運動」，昭示一種重生再造的清新力量。胡適曾在大會演講中說道：
|  | 「三十幾年前的五四，與文藝有什麼關係？ 今天早上我也談到，我說我們在北京大學的一般教授們，在四十年前──四十多年前，提倡一種所謂中國文藝復興的運動。 那時候，有許多的名辭，有人叫做「文學革命」，也叫做「新文化思想運動」，也叫做「新思潮運動」。 不過我個人倒希望，在歷史上──把四十多年來的運動，叫它做「中國文藝復興運動」。 多年來在國外有人請我講演，提起這個四十年前所發生的運動，我總是用Chinese Renaissance這個名詞（中國文藝復興運動）。 Renaissance這個字的意思是再生，等於一個人害病死了再重新更生。 更生運動再生運動......各位，我們今天在這個自由世界，要充分用我們創作的自由，我們做點東西——有價值的東西，給世界人士看看。 我們是自由世界的自由創作者！」 |

中國文藝協會成立後，幾乎網羅當時文壇所有活躍的作家及藝術家，會員及會務成長迅速，從成立時會員才150餘人，發展到1960年止已有會員1290人。文協堪稱1950年代組織最完整、活動力最強、影響力最大的文藝團體，其每年所頒予嘉獎之中國文藝獎章也成為臺灣當時最高之文學榮譽。

## 歷屆得主
由於這方面的資料十分匱乏，因此目前只能從文學年鑑、網路等來源，得到非常零碎的資料，勉強拼湊出這份名單

### 1981年到1995年
- 西元1981年；民國70年的第一屆榮譽獎電視編劇獎得主：鍾雷、王方曙。電影編劇：趙琦彬。
- 西元1983年；民國72年的榮譽獎章得主：岳騫、柯淑寶。
- 西元1985年；民國74年的榮譽文藝獎章：韋瀚章、任卓宣、林聲翕。
- 西元1987年；民國76年榮譽文藝獎章：陳蝶衣、趙友培、王集叢。
- 西元1988年；民國77年榮譽文藝獎章的「文化建設獎」得主是林道衡；「文藝教育獎」則是黃得時。
- 西元1989年；民國78年榮譽獎章得主：王大任、鍾鼎文、朱介凡、彭歌等人。
- 西元1991年；民國80年榮譽文藝獎得主：夏元瑜、曹旭東、饒迪華。
- 西元1992年；民國81年榮譽獎章：曾虛白、王夢鷗、劉毅夫、賈亦棣、夏鐵肩、魏甦。
- 西元1993年；民國82年榮譽獎章名單，新詩創作獎：紀弦。文學評論獎：孫如陵。小說創作獎：華嚴。散文創作獎：齊邦媛。電影文學獎：饒曉明。書法薪傳獎：謝宗安。新聞傳播獎：周培敬。國畫傳習獎：翁文煒。國樂研究獎：何名忠。
- 西元1995年；民國84年榮譽文藝獎章名單：音樂創作獎：李中和。文藝評論獎：張繼高。油畫創作獎：楊三郎。報導文學獎：楊允達。國畫創作獎：邵幼軒。海外文藝工作獎：郝亦塵。

### 1996年到2010年
- 西元1996年；民國85年榮譽文藝獎章得主，文學類：張佛千。戲劇類：陳明吉。藝術類：劉其偉。海外文藝工作：楊隆生、丁平。
- 西元1997年；民國86年榮譽文藝獎章得主：徐佳士、廖從雲、朱少龍、周志剛。
- 西元1998年；民國87年榮譽文藝獎章得主，文藝教育：張植珊。傳記文學：劉紹唐。電影：李行。戲劇：王生善。
- 西元1999年；民國88年榮譽文藝獎章得主：文學新詩：余光中。文學小說：郭嗣汾。藝術國畫類：廖俊穆。電影類：徐天榮。舞蹈類：李天民。
- 西元2000年；民國89年榮譽文藝獎章得主，文學類：林海音、葉石濤。
- 西元2003年；民國92年榮譽文藝獎章得主，文學詩歌類：洛夫。文學小說類：張放。美術類：李奇茂。音樂類：陳澄雄。
- 西元2004年；民國93年榮譽文藝獎章得主，音樂：申學庸。美術：王北岳。文藝評論：胡秋原。文學小說：段彩華。文學詩歌：張默。
- 西元2005年；民國94年榮譽文藝獎章得主，文學詩歌類：鄭愁予。
- 西元2007年；民國96年榮譽文藝獎章得主，文學類：一信、司馬中原。
- 西元2008年；民國97年榮譽文藝獎章得主，文學詩歌獎：辛鬱。
- 西元2009年；民國98年榮譽文藝獎章得主，文學類：張曉風。戲劇類：戴綺霞。音樂類：鄭德淵。
- 西元2010年；民國99年榮譽文藝獎章得主，小說：墨人。美術：歐豪年。音樂：林道生。詩歌：綠蒂。

### 2011年到2019年
- 西元2011年；民國100年榮譽文藝獎章得主，文學類：周夢蝶。美術類：李義弘。音樂類：郭芝苑。
- 西元2012年；民國101年榮譽文藝獎章得主，文學類：席慕蓉。美術類：張光賓。音樂類：盧亮輝。戲劇類：曾永義（由劇作家王安祈代表領獎）。
- 西元2013年；民國102年榮譽文藝獎章得主，文學類：陳若曦。美術類：劉國松。音樂類：林順賢
- 西元2014年；民國103年榮譽文藝獎章得主，文學類：廖玉蕙。影視類：崔小萍。美術類：陳陽春、張炳煌。
- 西元2015年；民國104年榮譽文藝獎章得主，文學翻譯類：彭鏡禧。文學詩歌類：楊顯榮（落蒂）。美術類：何肇衢。音樂類：黃輔棠。
- 西元2016年；民國105年榮譽文藝獎章得主，文學類：陳義芝。文化類：孫越。
- 西元2017年；民國106年榮譽文藝獎章得主，文學詩歌類：夏菁。文藝評論類：李瑞騰。美術書法類：沈鵬。美術水墨類：蘇峰男。
- 西元2018年；民國107年榮譽文藝獎章得主，戲劇類：廖瓊枝。文化類：愚溪。藝術類：周澄。音樂類：張己任。
- 西元2019年；民國108年榮譽文藝獎章得主，文學專欄類：周玉山。文學詩歌類：辛牧。文藝工作類：封德屏。音樂類：蘇文慶。